# Haltichella perpulcra
Haltichella perpulcra är en stekelart som först beskrevs av Walsh 1861.  Haltichella perpulcra ingår i släktet Haltichella och familjen bredlårsteklar. Inga underarter finns listade i Catalogue of Life.